# Gare de Grandchamps
La gare de Grandchamps est une ancienne halte ferroviaire belge de la ligne 123, de Grammont à Enghien, située au lieu-dit Grand Champ, sur la commune d'Enghien, dans la province de Hainaut en Région wallonne.

## Situation ferroviaire
La gare de Granchamps était située au point kilométrique (pk) 19,9 de la ligne 123, de Grammont à Braine-le-Comte via Enghien entre la gare d'Enghien et celle, fermée, de Rognon.

## Histoire
La section d'Enghien à Braine-le-Comte, construite par la Société du chemin de fer de Gand à Braine-le-Comte, est inaugurée le même jour que celle de Melle (Gand) à Grammont et Enghien le 5 janvier 1867. Cette compagnie privée en confie de suite l'exploitation aux Chemins de fer de l'État belge. À cette époque, la gare d'Enghien, sur ligne de Hal à Ath, n'existe que depuis un an et il n'y a qu'un seul arrêt entre Enghien et Braine-le-Comte : la gare de Rognon.
Il faut attendre 1913 pour que l’État belge ne fasse ouvrir un point d’arrêt du nom de Grandchamp profitant aux villages de Stoquois, Tilleul-au-Bois et Bourlon. L'occupant allemand ferme cette qui rouvre en février 1919. Elle ferme à nouveau durant le second conflit mondial ; les horaires mentionnent à nouveau une halte, cette fois-ci orthographiée Grandchamps à partir d'octobre 1945. Le nombre de voyageurs étant trop faible, elle disparaît définitivement en 1965 et, en 1988, c'est au tour de la ligne d'être fermée entre Enghien et Grammont. 
La construction de l'autoroute A8 dans les années 1970 bouleversera la topographie des lieux : la route croisant à niveau la voie ferrée est déviée pour permettre la construction d'un pont enjambant la route et la ligne 123 ; la maison de garde-barrière attenante à l'ancienne halte disparaît. Dans les années 1990, c'est la ligne à grande vitesse LGV 1 (Bruxelles - Frontière française) qui est à son tour construite parallèlement à l'autoroute. La ligne 123 ayant été démontée, sa plateforme est excavée pour laisser passer la ligne en tranchée tandis que la route est surélevée (y compris sous le pont autoroutier) afin de créer une rampe en lacet menant à un pont par-dessus la LGV. Plus aucun vestige de la halte de Grand Champ ne subsiste mais les fermes voisines ont échappé à la démolition.